# The Scandal Rock Band
The Scandal Rock Band ist eine deutsche Rockband aus Ingolstadt. Die Band wurde 1992 gegründet und veröffentlichte 1994 ihr Debütalbum Rocking Shag.

## Geschichte
Im August 1992 wurde die Band von den vier Musikern Carlo Funderburk (Gesang, Gitarre), Charly Striegler (Gitarre), dem ehemaligen Vectom Bassisten Ralf Dee Simon (Bass) und Dominik Schnell (Schlagzeug), Sohn des dienstältesten Oberbürgermeister einer Großstadt Peter Schnell, gegründet. Kurz vor der Veröffentlichung des Debütalbums Rocking Shag bei Vamp Records (Vertrieb: SPV), schied Schlagzeuger Dominik Schnell aus und für ihn kam Peter Lautenschlager. Produziert wurde das Album von Robby Gurdan, der spätere Musiksoftware-Entwickler, Gründer der Firma C-Mexx Music Software sowie der UMAN Universal Media Access Networks GmbH. Nach zahlreichen Konzerten in ganz Deutschland und erste Erfolge kam Reinhold Keck als neuer Schlagzeuger dazu, wechselte jedoch später zu Sacco & Mancetti.
1998 folgte die Unterzeichnung eines Künstlerexklusivvertrages (Wolfgang G. Schwarz Musikproduktion, Neu-Ulm) sowie eines Musikverlagsvertrages (Fantasy Musikverlag GmbH, Nersingen) mit sich anschließender CD-Produktion und Veröffentlichung im Vertrieb der BMG Ariola München. Aufgrund musikalischer Differenzen mit dem Produzenten, wurde die zweite CD mit dem Namen Thy Will Be Done jedoch erst 2004 in Eigenregie veröffentlicht. Anfang 1999 verließ Ralf Dee Scandal um bei der Garden Gang zu spielen, worauf Charly Stiegler den Bass übernahm. 2010 kehrte Gründungsmitglied Dominik Schnell auf den Schlagzeugerposten zurück. In August 2017 entschied Charly aus gesundheitlichen Gründen den Bass beiseite zu legen und sich wieder der Gitarre und dem Keyboard zuzuwenden, worauf Dieter Unger als neuer Bassist in die Band geholt wurde. Anfang 2018 ersetzte Didi Kandert Dominik am Schlagzeug, der aus gesundheitlichen Gründen Scandal verlassen musste.
Die Band spielte unter anderem als Supportact für Bonfire, The Quireboys, Little Caesar (Band), Doomfoxx, Rhino Bucket und Mike Tramp.

## Diskografie

### Alben
- 1994: Rocking Shag (Vamp Records / SPV)
- 2004: Thy Will Be Done (Eigenveröffentlichung)

### EPs
- 1993: Bad Boys (Eigenveröffentlichung)

### Samplerbeiträge
- 1996: Love for Sale (IDPC / Skywalk Records)
- 1998: My Girl (Westpark Stark / Scandal Records)
- 1996: Medicine Man (AQUA Turbo / megazIN Music)